# Asystasia atriplicifolia
Asystasia atriplicifolia är en akantusväxtart som beskrevs av Cornelis Eliza Bertus Bremekamp. Asystasia atriplicifolia ingår i släktet Asystasia och familjen akantusväxter. Inga underarter finns listade i Catalogue of Life.